# 托雷莱诺切莱
托雷莱诺切莱（義大利語：Torre Le Nocelle），是意大利阿韦利诺省的一个市镇。总面积10平方公里，人口1365人，人口密度136.5人/平方公里（2009年）。ISTAT代码为064110。